# Monteveglio
Monteveglio is een voormalige gemeente en municipio in de Italiaanse metropolitane stad Bologna (regio Emilia-Romagna) en telt 4797 inwoners (31-12-2004). De oppervlakte bedraagt 32,6 km², de bevolkingsdichtheid is 140 inwoners per km². Monteveglio ging op 1 januari 2014 samen met Bazzano, Castello di Serravalle, Crespellano en Savigno op in de Italiaanse fusiegemeente Valsamoggia.

## Demografie
Monteveglio telt ongeveer 2016 huishoudens. Het aantal inwoners steeg in de periode 1991-2001 met 15,8% volgens cijfers uit de tienjaarlijkse volkstellingen van ISTAT.
| Jaar | Inwoneraantal |
| ---- | ------------- |
| 1991 | 3868          |
| 2001 | 4481          |

## Geografie
De municipio ligt op ongeveer 114 meter boven zeeniveau.
Monteveglio grenst aan de volgende gemeenten: Monte San Pietro en Savignano sul Panaro (MO), evenals aan de municipi Bazzano, Castello di Serravalle en Crespellano van Valsamoggia.

## Sport
Jaarlijks wordt in oktober in en om Monteveglio de wielerkoers Grote Prijs Bruno Beghelli georganiseerd.